# Hrvati u Napoleonovoj vojsci
Hrvati u Napoleonovoj vojsci bili su "uvijek organizirani i uvijek spremni" po riječima francuskoga generala Testea. Pošto Hrvati većinski žive na planinama, uvijek su dobro formirali lagane pješačke jedinice i služili su Austriji i Francuskoj. Hrvati su bili stručnjaci u okršajnoj borbi, isto tako i u borbi po brdima i uzvisinama. No iako su bili vješti borci, strast za borbom nije bila velika s obzirom na to da se bore za Francusku. Napoleonova vojska imala je četiri hrvatske pukovnije, tzv. privremene pukovnije. Prva je bila 1er Regiment d'Infanterie Provisoire Croate (1. hrvatska privremena pješačka pukovnija), sastavljena 1811. godine, stvorena iz bojni 1. i 2. lovačke pukovnije Ilirije (1er i 2e Regiment de Chasseurs Illyriens). Druga, 2e Regiment d'Infanterie Provisoire Croate (2. hrvatska privremena pješačka pukovnija) stvara se 1813. godine od 1. bojne 4. lovačke pukovnije Ilirije (4e Regiment de Chasseurs Illyriens) i 2. bojne 3. lovačke pukovnije Ilirije (3e Regiment de Chasseurs Illyriens). Treća, 3e Regiment d'Infanterie Provisoire Croate stvorena je 1812. godine od prvih bojni 1. i 2. banske pukovnije (1er i 2e Regiments du Banat). Četvrta pukovnija ili 4e Regiment d'Infanterie Provisoire Croate stvorena je 1813. godine od drugih bojni 1. i 2. banske pukovnije (1er i 2e Regiments du Banat). Povlačenjem iz Rusije, dvije trećine Hrvata u francuskoj vojsci izgubilo je život. Sve četiri pukovnije raspuštene su 1813. godine. 

## Hrvatske pukovnije u Napoleonovoj vojsci

### 1er Regiment d'Infanterie Provisories Croate
1. hrvatska pukovnija sudjelovala je u osam bitaka:
- 1812. - Ostrowno, Kaluga, Maloyaroslawetz, Orša, Krasno i Berezina
- 1813. - Glogau i Lubnitz

Zapovjednik ove pukovnije bio je pukovnik Marko Slivarić (1811. – 1813.), te pukovnik Étienne Joly (1813.)

### 2e Regiment d'Infanterie Provisories Croate
Ova pukovnija sudjelovala je u dvije bitke: 
- 1813. - Radebourg i Wurschen

Zapovjednici pukovnije bili su pukovnik Robert Gordon i pukovnik Mamulla von Turkenfeld.

### 3e Regiment d'Infanterie Provisories Croate
Ova je pukovnija također sudjelovala u dvije bitke: 
- 1812. - Polock i Berezina

Zapovjednik pukovnije bio je pukovnik Étienne Joly.

### 4e Regiment d'Infanterie Provisories Croate
4. pukovnija nije sudjelovala u bitkama, također nije imala ni zapovjednika.

### Ostale
Bilo je i drugih hrvatskih vojnih postrojba, a jedna od njih je i 6. pukovnija, poznata kao Ilirski Lovci (Chasseurs Illyriens), a tu je i Kraljevska dalmatinska pukovnija (Régiment Royal Dalmate).

## Napoleon o Hrvatima u francuskoj vojsci
- Nakon Berezine, 1. siječnja 1813. godine,[1] poslao je poruku preživjelim Hrvatima: "Jučer sam se vlastitim očima mogao uvjeriti u vašu hrabrost i odanost. Stekli ste besmrtnu slavu i štovanje, a ja vas svrstavam među svoje najbolje trupe."[1][2]
- Po Marmontu, Napoleon je izjavio: "Ja nisam nikada imao hrabrijih i boljih vojnika."[2]
- "Hrvati - to su najbolji vojnici svijeta. Kad bih imao samo 100 000 Hrvata, osvojio bih čitav svijet."[nedostaje izvor]
- Vrlo je cijenio hrvatske vojnike i govorio je o njima nazivajući ih "mojim hrabrim Hrvatima".[3]

## Zanimljivost
- Tijekom trajanja Bitke za Leipzig osam Hrvata dezertiralo je iz francuske vojske i pridružuju se britanskoj vojsci. Padaju pod zapovjedništvo potpukovnika Robertsona. Robertson za Hrvate ima samo riječi hvale, te kao i ostali njihovi zapovjednici, najviše ih cijeni zbog hrabrosti.